# 2021年云南大象北迁事件
2021年云南大象北迁事件是指2021年发生在中国云南省的一群亚洲象从原栖息地西双版纳傣族自治州向北迁徙的事件。此事曝光后，引发中外新闻媒体广泛关注和报道。

## 时间轴
- 4月16日，17头亚洲象北上进入玉溪市元江哈尼族彝族傣族自治县觅食。[1]
- 4月20日，亚洲象来到玉溪市元江哈尼族彝族傣族自治县咪哩乡。[2]
- 4月23日，亚洲象来到玉溪市元江哈尼族彝族傣族自治县因远镇。[2]
- 4月24日晚上，2头亚洲象返回普洱市墨江哈尼族自治县。[2]
- 5月16日凌晨，剩下的15头亚洲象来到红河哈尼族彝族自治州石屏县宝秀镇觅食。[3]
- 5月24日20时，14头亚洲象来到玉溪市峨山彝族自治县。[4]
- 5月24日20时，14头亚洲象来到玉溪市峨山彝族自治县大维堵村，一头小亚洲象因饮用了农民的酒醉倒在小寨组。[5]
- 5月25日，掉队的醉酒小亚洲象追上象群，来到峨山彝族自治县进房老村。[6]
- 5月29日，亚洲象来到峨山县北部。[6]
- 5月30日傍晚，亚洲象来到玉溪市红塔区洛河彝族乡大湾村尖山哨坡。[7]
- 5月31日，亚洲象来到玉溪市红塔区玉溪大河，在洛河彝族乡和大营街街道交界处逗留。[7]
- 6月1日，经过人工投食引诱，亚洲象进入玉溪市红塔区洛河彝族乡清水河边上的草皮山。[8]
- 6月2日，亚洲象从玉溪市红塔区春和街道老光箐村北侧进入昆明市晋宁区双河彝族乡。[9]
- 6月5日，亚洲象进入昆明市晋宁区夕阳彝族乡。[10]
- 6月7日，亚洲象来到昆明市晋宁区双河彝族乡、夕阳彝族乡。[11]
- 6月8日，亚洲象往昆明市晋宁区夕阳彝族乡移动，一头离群公象移动至象群东北方向，直线距离约10公里。[12]晚上23时15分，亚洲象进入玉溪市易门县十街彝族乡。[13]
- 6月9日，亚洲象依然停留在玉溪市易门县十街彝族乡。[13]
- 6月10日，因大雨天气，亚洲象在玉溪市易门县十街彝族乡着母旧村停留。[14]
- 6月17日21时48分，象群进入玉溪市峨山彝族自治县大龙潭乡。[15]
- 6月20日18时至6月21日18时，象群从玉溪市峨山县重新进入易门县十街彝族乡活動。[16]独象則位于昆明市晋宁区双河彝族乡活動。[16]
- 6月21日18时，象群进入峨山彝族自治县大龙潭乡一带活动，离群那头独象则依然停留在昆明市晋宁区双河彝族乡。[17]
- 6月23日，象群进入峨山彝族自治县富良棚乡活动。[18]
- 7月2日，象群在峨山彝族自治县化念镇附近林地内活动，独象則在玉溪市红塔区北城街道附近活动[19]。
- 7月5日，象群來到玉溪市新平县桂山街道亚泥河社区亚尼村民小组东侧的林地。独象則在玉溪市红塔区北城街道晋红高速西侧林区内活动[20]。7月7日，云南北移亚洲象安全防范工作省级指挥部表示，17头从西双版纳北迁出走的亚洲象中一头离群公象，清晨已被通过麻醉方式捕获，下午3点左右被送回原栖息地西双版纳国家级自然保护区勐养片区，目前各项生理指标正常，已安全回归栖息地[21][22]。
- 7月9日，亚洲象群来到红河哈尼族彝族自治州石屏县龙武镇育英村、方丈村内山区活动[23]。
- 8月8日20时许，亚洲象群的14只大象已跨越元江，來到元江南岸，回归栖息地[24][25]。
- 8月12日23时48分，14头亚洲象由玉溪市元江县曼来镇进入普洱市墨江县境内，並在墨江县联珠镇癸能村委会附近林地内活动[26]。
- 8月17日，云南大象跨过昆磨高速公路[27]。
- 9月10日，象群渡过把边江，从普洱市墨江县进入宁洱县，完全进入传统栖息地，中国“省级监测助迁行动基本结束，助迁人员全部撤回”，至此，2021年大象北迁事件结束。[28][29]

## 北迁原因
根据专家们的推测，亚洲象迁徙的原因可能是：
- 寻找食物。亚洲象体型巨大，对食物需求量巨大，每一天都有16个小时在饮食，每天吃掉30至60千克的食物。[30]自从20世纪60年代开始，西双版纳傣族自治州陆续种植橡胶和茶，导致了亚洲象食物资源锐减，另一方面，随着近年来亚洲象数量稳步增长，西双版纳傣族自治州当地森林已经无法满足它们的食物需求，它们开始向外迁徙，吃农民种植的农作物，如玉米、甘蔗等。[30]
- 迷路。此次向北迁徙的亚洲象一共17头，中途2头已经返回，它们由一头新上任的成年雌性大象领导，可能它经验不足，导致迷路。[31]
- 太阳磁暴激活迁徙本能。中国科学院强磁场科学中心暨国际磁生物学前沿研究中心研究员谢灿和曾研究北美帝王蝶迁飞与磁感应的南京农业大学青年教师万贵钧认为太阳风暴诱发了地磁暴，而地磁暴以某种方式激活了这群亚洲象的迁徙本能。[32]

## 应对措施
一支由360人、76辆汽车和9架无人机组成的工作队追踪大象行踪，亚洲象跟踪人员使用无人机全天跟踪亚洲象活动轨迹。
为了防止亚洲象进入云南省省会昆明市市区，地方政府调用渣土车封堵入村道路，组织当地居民撤离，实施投食诱导亚洲象。
6月3日，大象保护计划（Elephant Protection Initiative）特别顾问、终结野生生物犯罪全球倡议（Global Initiative to End Wildlife Crime）主席、联合国《濒危野生动植物种国际贸易公约》前秘书长约翰·斯坎伦在推特发文表达对云南大象北迁事件的关注。同日，南非国际大象专家联系中国生物多样性保护与绿色发展基金会国际部和项目部，愿意就亚洲象北上迁移事件提供帮助。
6月6日，中国生物多样性保护与绿色发展基金会联系国内外专家及多个国际大象救援组织，成立国际大象专家工作组，周晋峰出任组长。周晋峰和非洲大象保护倡议（Elephant Protection initiative Africa）的格拉特·博登（Grant Burden）先生讨论了目前中国对于象群的保护举措以及下一步的保护地建立措施。

## 衍生作品
2021年6月初，云南本土创作型歌手、国家一级作曲家土土给北迁大象群创作了一首名叫《大象喝酒醉》的歌曲。
2021年10月6日，云南籍雕塑艺术家袁熙坤在2020年联合国生物多样性大会（COP15）召开前夕向大会云南省筹备办赠送COP15主题雕塑大象群雕作品《生物的长城脊》，该作品刻画了15头亚洲象的北迁过程。

## 国际报道
日本朝日电视台、富士电视台、TBS电视台报道了亚洲象北迁事件并且派出记者来到当地实地采访，富士电视台请日本著名动物专家、也是日本首位成功繁殖大象的川上茂久进行讲解，他认为亚洲象北迁原因是寻找食物。TBS电视台大型直播节目《午间趣谈》中花费30分钟讲解亚洲象北迁事件。
路透社、美联社、《纽约时报》和《卫报》等西方主流媒体也报道了亚洲象北迁事件。

## 拓展阅读
- 伊懋可. . 由梅雪芹; 毛利霞; 王玉山翻译. 江苏省南京市: 江苏人民出版社. 2014-12-01. ISBN 9787214133090.